# Neoregelia fosteriana
Neoregelia fosteriana är en gräsväxtart som beskrevs av Lyman Bradford Smith. Neoregelia fosteriana ingår i släktet Neoregelia och familjen Bromeliaceae. Inga underarter finns listade i Catalogue of Life.